# Eremo di Sant'Anna (Aci Catena)

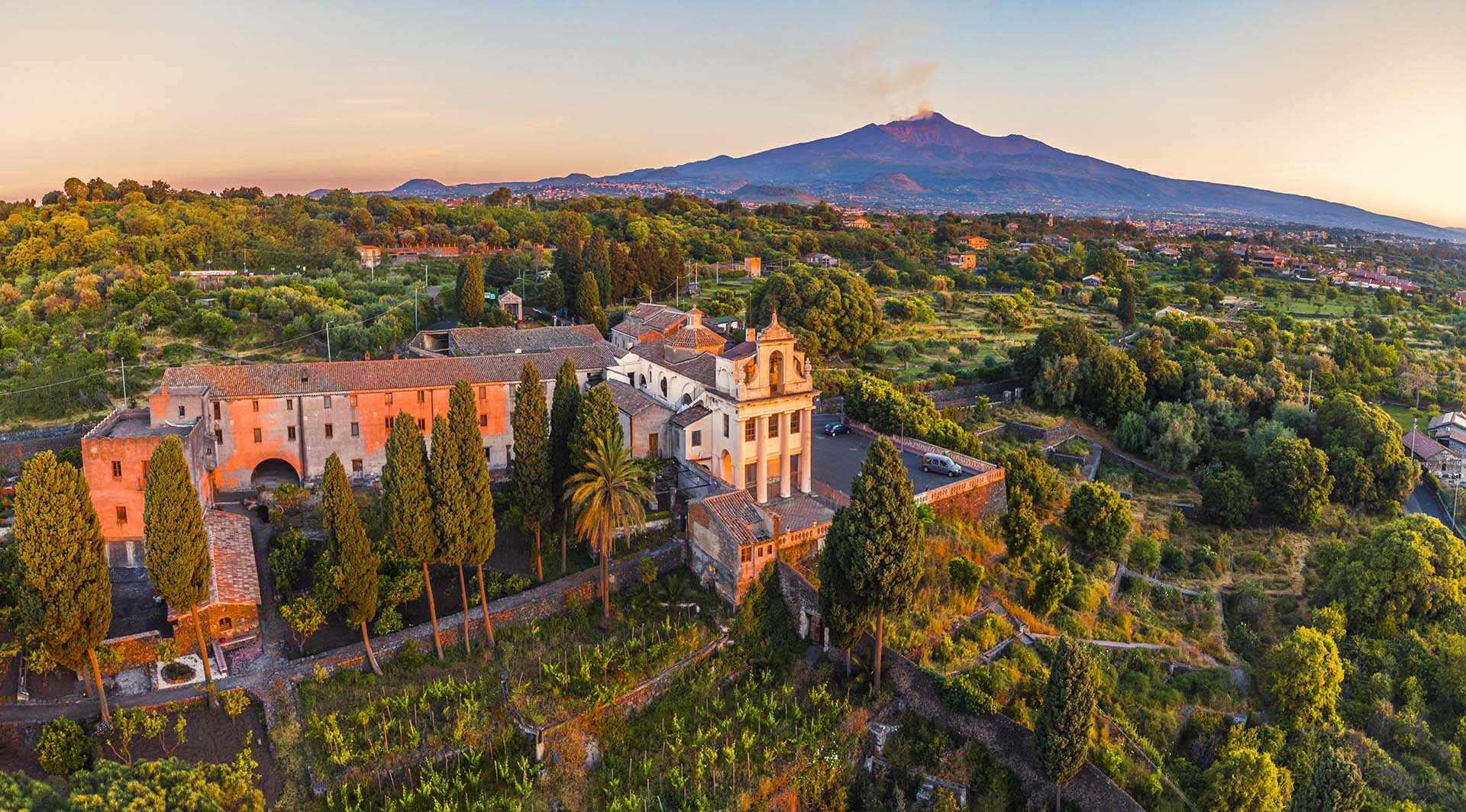

L'eremo di Sant'Anna, fu fondato nel 1751 da fra' Rosario Campione ad Aci San Filippo, frazione del comune di Aci Catena (CT), a ridosso di una collina da cui si domina parte della costa ionica.

## Storia
La fondazione dell'eremo ad opera del frate eremita Rosario Campione da Acireale avvenne nel 1751. 
Successivamente, grazie a fra' Gioacchino Maugeri e fra' Giovanni Battista Strano, nacque l'omonima comunità agricola. 
L'impianto originale era composto da una chiesetta con due piccoli vani, immersi nella vegetazione, a cui si aggiunse in seguito una grande cisterna per la raccolta delle acque. Nel 1756 vennero aggiunte le celle e la cappella grazie alla collaborazione di Alfio e Concetto Grasso. Nel 1758 monsignor Ventimiglia, finanziò i lavori per la pavimentazione dell'interno della chiesa in ceramica di Caltagirone. Nel 1771 si aggiunsero altri vani, la sala biblioteca e diversi laboratori. L'altare maggiore in rame e cesello con intarsi di marmi policromi, e il tabernacolo furono eseguiti da fra' Vincenzo Musumeci e fra' Raffaele Badalà. 
Dal 2005, con la morte dell'ultimo eremita, l'eremo per alcuni anni restò disabitato. Attualmente l'eremo è abitato da una Comunità Religiosa denominata Fraternità Mariana Totus Tuus.
All'interno dell'eremo si possono osservare anche il chiostro ed il giardino mediterraneo. Nella chiesa si possono ammirare alcune tele, tra le quali una rappresentante la Madonna con il Bambino e sant'Anna.
Nei pressi dell'eremo vennero girate alcune scene dei film Don Giovanni in Sicilia e Storia di una capinera.